# Maria du bout du monde
Pour plus de détails, voir Fiche technique et Distribution.
Maria du bout du monde est un film français réalisé par Jean Stelli et sorti en 1951.

## Synopsis
Peu après son mariage, se sentant délaissée par son mari, Thierry, qui a la passion des animaux, Maria le quitte : elle accompagne un colporteur, Mathias, afin de rejoindre une région où elle croit trouver le bonheur. Thierry se lance à leur poursuite.

## Fiche technique
- Titre : Maria du bout du monde
- Réalisation : Jean Stelli
- Scénario et dialogues : Charles Exbrayat, d'après le roman de Jean Martet La Chasse à l'homme (Albin Michel, 1941)
- Photographie : Marc Fossard
- Son : Séverin Frankiel
- Musique : Marcel Landowski
- Décors : Raymond Druart
- Montage : André Gug
- Production : Codo-Cinéma - Les Productions Claude Dolbert (Paris)
- Pays d'origine :  France
- Format : Noir et blanc  - 1,37:1 - 35 mm - Son mono
- Genre : Drame
- Durée : 90 minutes
- Date de sortie : 
  - France : 16 mars 1951
- Affiche : Constantin Belinsky (France)

## Distribution
- Denise Cardi : Maria
- Paul Meurisse : Mathias
- Jacques Berthier : Thierry
- France Ellys : Delphine
- Charles Lemontier : Albin
- Francette Vernillat : Bertie
- Paul Azaïs : Le vieil homme
- Mag Avril : Aurélie
- Max Dalban